# Ogawa Yudai
Ogawa Yudai (小川 雄大 (Tiểu Xuyên Hùng Đại) Ogawa Yudai, sinh ngày 4 tháng 10 năm 1996 ở Kanagawa) là một cầu thủ bóng đá chuyên nghiệp người Campuchia gốc Nhật Bản, hiện đang thi đấu ở vị trí tiền vệ cho câu lạc bộ Phnom Penh Crown tại giải Ngoại hạng Campuchia và đội tuyển bóng đá quốc gia Campuchia.

## Sự nghiệp thi đấu
Ogawa Yudai gia nhập câu lạc bộ J2 League; FC Gifu năm 2015. Sau đó gia nhập câu lạc bộ 3 League Bảng 1; Widzew Łódź năm 2017.
Ogawa có quốc tịch Campuchia vào tháng 10 năm 2023, khiến anh đủ điều kiện để đại diện cho đội tuyển bóng đá quốc gia Campuchia. Anh có trận ra mắt cho Campuchia vào ngày 12 tháng 10 trong trận đấu Vòng loại World Cup 2026 trước Pakistan.